# Ben Davies
Benjamin Thomas Davies (Neath, 24 de abril de 1993) é um futebolista galês que atua como lateral-esquerdo ou zagueiro. Atualmente, joga pelo Tottenham.

## Títulos
Swansea City
- Copa da Liga Inglesa: 2012–13

Tottenham Hotspur
- Liga Europa da UEFA: 2024–25

## Seleção Nacional
Ben Davies fez parte do elenco da Seleção Galesa de Futebol da Eurocopa de 2016 e Eurocopa de 2020.